# Пурпурная линия

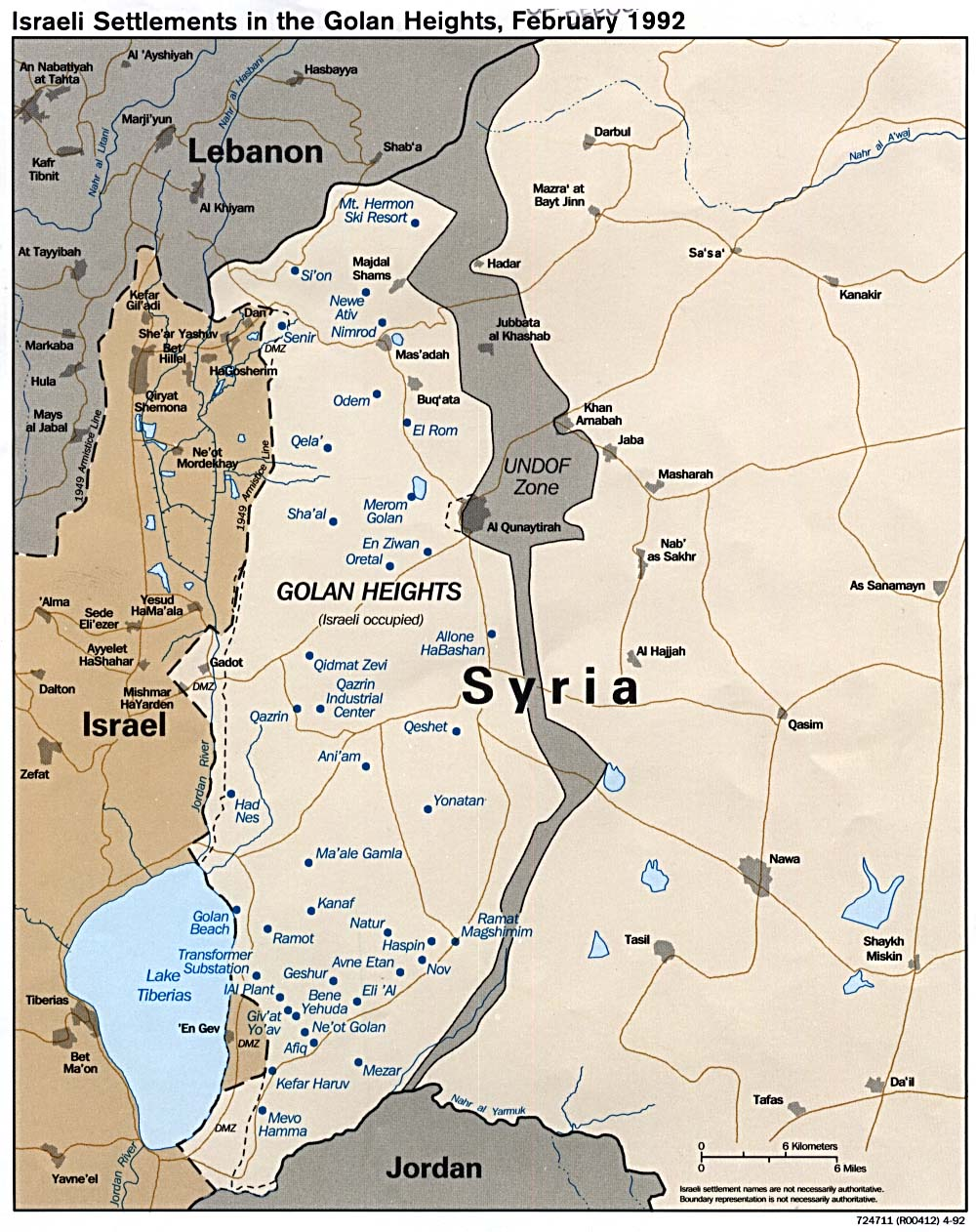
Демаркационная линия

Пурпурная линия — демаркационная линия между Израилем и Сирией после окончания Шестидневной войны 1967 года. В период 1967—1973 гг. Пурпурная линия являлась местом проникновения групп террористов. После Войны Судного дня видоизменилась и до сего дня является линией прекращения огня. Линия, длиной 65 км с севера на юг и 27 км с запада на восток, включает площадь около 1260 км².
27 сентября 1941 года Франция предоставила независимость Сирии, и в апреле 1946 года французские войска были эвакуированы из Сирии. Британский мандат в Палестине был завершён 14 мая 1948 года. В этот же день было провозглашено создание Государства Израиль, а 15 мая 1948 года экспедиционные части армий пяти арабских государств вошли в бывшую подмандатную Палестину, тем самым начав второй этап Арабо-израильской войны (1947—1949).
Соглашение о перемирии между Израилем и Сирией был подписано 20 июля 1949 года и временная граница между Сирией и Израилем была очерчена (основанная на международных границах; см. конференцию Сан-Ремо).
В июне 1967 в ходе шестидневной войны, Израиль захватил две трети Голанских высот включая город Эль-Кунейтра. Возникшая линия перемирия была названа Пурпурной линией. Наблюдением за прекращением огня в зоне Голанских высот занимался ООН, а точнее ОНВУП.
В 1973 году в ходе войны Судного дня сирийская армия пересекла пурпурную линию и после нескольких дней тяжелых боёв, на 4-й день, израильские войска захватили обратно этот район, а на 5-й день израильские войска, отбросив сирийские войска вглубь Сирии, пересекли пурпурную линию, захватив дополнительную территорию Сирии.
31 мая 1974 г. по инициативе США между Израилем и Сирией было подписано Соглашение о разъединении, по которому территория, оккупированная Израилем была преобразована в демилитаризованную буферную зону под управлением ООН. В регион были введены Чрезвычайные вооружённые силы ООН и созданы Силы по наблюдению за разъединением. Кунейтра была возвращена Сирии по «Договору о разделении сил между Израилем и Сирией» от 31 мая 1974 года, инициированному США.
Таким образом, Сирия и Израиль вернулись к пурпурной линии, за исключением 60 км², которые включали город Кунейтра и вернулись под контроль Сирии.